# 田尻智
田尻 智（たじり さとし、1965年8月28日 - ）は、ゲームクリエイター。株式会社ゲームフリークの代表取締役社長であり、『ポケットモンスター』の生みの親として知られる。血液型はA型。

## 経歴・人物

### 少年期
東京都世田谷区に生まれ、少年時代を町田市で過ごす。当時はまだ自然が残っていた町田市で、野山や小川、時には防空壕跡、廃墟にまで足を伸ばし、昆虫をはじめとした生物の観察や採取を楽しみ、図鑑から知識を得ることだけに留まらず、収集や飼育に独自の工夫を凝らした。この経験によってクラスで一番の「昆虫博士」となった。この時友達同士で昆虫での交換がヒントとなりポケモンの製作に活かされる。
中学生になった頃には町田市にも開発の波が押し寄せて自然が失われていき、宅地やゲームセンターが建てられていった。その地元のゲームセンターにて、友人の『スペースインベーダー』の最初の1機をプレイ、初めてとしては高得点を記録し、それ以来テレビゲームの虜となる。暇を見つけてはゲームセンターへ通い、少ない小遣いをゲームにつぎ込み、時には親の財布の金を使い、「ゲームセンター荒らし」として、その名を馳せる。
1980年の中学3年生の時、ユニバーサルスタジオJAPAN社が開催した「ユニバーサル・ゲームアイデア・コンテスト」にて、プレイヤーがハンターとなって闇夜に潜むカラスを狙撃する「闇夜のカラス」というゲームアイデアを応募したが、落選した。
1981年の東京工業高等専門学校1年生の時には「跳ねる」をコンセプトに置いたゲーム｢スプリング・ストレンジャー｣を制作し、セガ主催の「ゲームアイデア大賞」に応募したところ1等賞を受賞した。

### ゲームフリーク創刊
1983年の東京工業高等専門学校3年生の時に、それまでの「ゲーム研究の成果」の集大成ともいえるゲーム攻略モノクロコピー誌（ミニコミ誌）『ゲームフリーク』を一人で執筆した。当時はゲーム雑誌も攻略本も今ほど整っておらず、同人誌専門店に販売を委託した「創刊号」は、彼と同じような“ゲームフリーク”（ゲームおたく）達の間で飛ぶように売れた。当時漫画家を目指していた杉森建も最初の読者の一人であり、すぐに田尻に手紙を送り、今に至る二人の友情が生まれ、2号以降のイラスト担当となった。その後も仲間は次第に増えていき、それに伴って『ゲームフリーク』の内容は充実していった。また、うる星あんず（大堀康祐）と中金直彦によるミニコミ界のベストセラー『ゼビウス 1000万点への解法』の再版依頼を受け『ゲームフリーク』別冊として発行し、当時のミニコミ誌としては記録的な部数を達成している。
ゲーム雑誌を作る傍ら、様々なゲームのアイディアを考案し、セガへ企画書を持ち込んだが、実際にゲーム制作を検討してくれる人物もいたものの、持ち込んだ企画がゲームとして発売されることはなかった。そのことで田尻は「自分の手でゲームを作らなければ」と決心した。

### ライター活動
高専卒業後は、『ゲームフリーク』における実績や、種々のゲームコンテストで培った人脈を活かし、『ファミコン通信』（現・『ファミ通』）・『ファミリーコンピュータMagazine』・『ファミコン必勝本』などでテレビゲーム情報関連のライターとなる。
ライターとして執筆していた主な雑誌およびコーナー、コラム
- ファミコン通信（現・ファミ通）
ビデヲゲーム通信、指鍛錬道場、ソフトウェアレビューのコラム担当。

- ファミリーコンピュータMagazine
アーケードゲーム紹介コーナー「ぼくたちゲーセン野郎」を担当。

- ファミマガVideo（VHSソフト）
徳間書店より発売されていたゲームビデオマガジン。アーケードゲームの紹介コーナー「ぼくたちゲーセン野郎」に田尻本人がナビゲーターとして顔出しで出演していた。

- GTV ナムコ究極マニュアル（VHSソフト）
GTVの企画でCBSソニーより発売されていたゲームビデオマガジン。クインティの発売時にはナムコ特集号が制作発売され、田尻本人も出演してクインティのゲーム内容や制作の経緯を詳細に解説していた。GTV関連ビデオソフトでは、後に『スーパーファミコンパーフェクトビデオ '92～'93』にも出演している。

- ファミコン必勝本（パックランドでつかまえて）
自身の少年時代のゲーム関連にまつわる体験を元にした小説。後に単行本化された。

- ゲーム批評（電視遊戯考現学講座）
ポケットモンスターの発売前後の時期に連載されるが、ポケモンが大ヒットして田尻が多忙となってからは中断。そのままフェードアウトした。

- 週刊プレイボーイ（ファミコン若大将のファミコンくるくる情報）

- メガドライブFAN（SEGA ARCADE HISTORY）
1991年5月から1992年8月まで連載。田尻の他、杉森建、とみさわ昭仁の3人で担当していた。

### ゲーム制作
ゲームフリークの仲間と共に、初の本格的なゲームとなる『クインティ』を制作。メーカーから提供されるファミコンソフトの開発機材を自作し、3年かけて完成させ、このロムカセットを直接バンダイナムコエンターテイメントに持ち込んだ。ナムコは田尻らが自主制作した『クインティ』の発売をすぐに決めて、結果的に約20万本を売り上げた。
1989年4月、田尻はクインティの印税約5000万円から資本金100万円、残りを会社の運転資金にして株式会社ゲームフリークを設立した。

### ポケットモンスター
ゲームフリーク設立と同じ4月にゲームボーイが発売され、田尻は特にゲームボーイの通信機能に着目し、データを「交換する」着想を得て、任天堂に「カプセルモンスター」という仮タイトルのゲームの企画を持ち込んだ。この企画は『ポケットモンスター』となり制作が開始された。種々の事情で遅延や中断はあったものの、任天堂のFC・GB用ソフト『ヨッシーのたまご』と『マリオとワリオ』やセガのMD用ソフト『パルスマン』などのゲーム制作で資金を集め、当初予定から6年以上が経過した1996年に発売、やがて大人気を博した。

## 作品
- クインティ（1989年6月27日、ナムコ、ファミリーコンピュータ）プロデューサー、ディレクター、ゲームデザイン
- ジェリーボーイ（1991年9月13日、EPIC・ソニー、スーパーファミコン）ディレクター、ゲームデザイン
- ヨッシーのたまご（1991年12月14日、任天堂、ファミリーコンピュータ、ゲームボーイ）ディレクター、ゲームデザイン
- まじかる☆タルるートくん（1992年4月24日、セガ、メガドライブ）プロデューサー
- マリオとワリオ（1993年8月27日、任天堂、スーパーファミコン）ディレクター、ゲームデザイン、マップデザイン
- ノンタンといっしょ くるくるぱずる（1994年4月28日、ビクターエンタテインメント、スーパーファミコン、ゲームボーイ）プランナー
- パルスマン（1994年7月22日、セガ、メガドライブ）ディレクター、ゲームデザイン
- ジェリーボーイ2 ちょっとあぶない遊園地（開発中止、1994年、EPIC・ソニー、スーパーファミコン）スーパーバイザー
- ポケットモンスター 赤・緑（1996年2月27日、任天堂、ゲームボーイ）ディレクター、ゲームデザイン、シナリオ、マップデザイン
- バザールでござーるのゲームでござーる（1996年7月26日、NECホームエレクトロニクス、PCエンジン）アドバイザー
- ポケットモンスター 青（1996年10月15日、任天堂、ゲームボーイ）ディレクター、ゲームデザイン、シナリオ、マップデザイン
- BUSHI青龍伝〜二人の勇者〜（1997年1月17日、T&E SOFT、スーパーファミコン）コンセプト、ゲームデザイン
- ポケットモンスター ピカチュウ（1998年9月12日、任天堂、ゲームボーイ）ディレクター、ゲームデザイン、シナリオ、マップデザイン
- クリックメディック（1999年1月28日、ソニー・ミュージックエンタテインメント、PlayStation）原案
- ポケットモンスター 金・銀（1999年11月21日、任天堂、ゲームボーイカラー）ディレクター、ゲームデザイン
- ポケットモンスター クリスタル（2000年12月14日、任天堂、ゲームボーイカラー）エグゼクティブディレクター
- ポケットモンスター ルビー・サファイア（2002年11月21日、ポケモン、ゲームボーイアドバンス）エグゼクティブディレクター
- ポケットモンスター ファイアレッド・リーフグリーン（2004年1月29日、ポケモン、ゲームボーイアドバンス）エグゼクティブディレクター、シナリオ
- ポケットモンスター エメラルド（2004年9月16日、ポケモン、ゲームボーイアドバンス）エグゼクティブディレクター
- スクリューブレイカー 轟振どりるれろ（2005年9月22日、任天堂、ゲームボーイアドバンス）エグゼクティブプロデューサー
- ポケットモンスター ダイヤモンド・パール（2006年9月28日、ポケモン、ニンテンドーDS）エグゼクティブプロデューサー
- ポケットモンスター プラチナ（2008年9月13日、ポケモン、ニンテンドーDS）エグゼクティブプロデューサー
- ポケットモンスター ハートゴールド・ソウルシルバー（2009年9月12日、ポケモン、ニンテンドーDS）エグゼクティブプロデューサー
- ポケットモンスター ブラック・ホワイト（2010年9月18日、ポケモン、ニンテンドーDS）エグゼクティブプロデューサー
- ポケットモンスター ブラック2・ホワイト2（2012年6月23日、ポケモン、ニンテンドーDS）エグゼクティブプロデューサー
- リズムハンター ハーモナイト（2012年9月5日、任天堂、ニンテンドー3DS）エグゼクティブプロデューサー
- ポケットモンスター X・Y（2013年10月12日、ポケモン、ニンテンドー3DS）エグゼクティブプロデューサー
- ポケットモンスター オメガルビー・アルファサファイア（2014年11月21日、ポケモン、ニンテンドー3DS）エグゼクティブプロデューサー
- TEMBO THE BADASS ELEPHANT（2015年6月21日、セガ、Windows、Playstation 4、Xbox One）エグゼクティブプロデューサー
- ポケットモンスター サン・ムーン（2016年11月18日、ポケモン、ニンテンドー3DS）エグゼクティブプロデューサー
- GIGA WRECKR（2017年2月6日、ゲームフリーク、Windows）エグゼクティブプロデューサー
- ポケットモンスター ウルトラサン・ウルトラムーン（2017年11月17日、ポケモン、ニンテンドー3DS）エグゼクティブプロデューサー
- ポケットモンスター Let's Go! ピカチュウ・Let's Go! イーブイ（2018年11月16日、ポケモン、Nintendo Switch）エグゼクティブプロデューサー
- ポケットモンスター ソード・シールド（2019年11月15日、ポケモン、Nintendo Switch）エグゼクティブプロデューサー
- ポケットモンスター ブリリアントダイヤモンド・シャイニングパール（2021年11月19日、ポケモン、Nintendo Switch）エグゼクティブプロデューサー
- Pokémon LEGENDS アルセウス（2022年1月28日、ポケモン、Nintendo Switch）エグゼクティブプロデューサー
- ポケットモンスター スカーレット・バイオレット（2022年11月18日、ポケモン、Nintendo Switch）エグゼクティブプロデューサー

## その他
- 最も好きなポケモンはニョロモである[17]。
- 『ポケットモンスター』のアニメシリーズ・劇場版の全ての作品に、「原案：田尻智」のクレジットが必ず行われている[注釈 5]。
- アニメ版『ポケットモンスター』シリーズの主人公の名前「サトシ」は、田尻智に由来している。『ポケットモンスター 赤・緑』の時の主人公のデフォルト名のひとつでもある。1999年11月の米雑誌『TIME』のインタビュー[18]で、田尻は「サトシ」は少年時代の自身の分身だと答えている。
- 『ポケットモンスター 赤・緑』ゲーム開始時に表示される主人公またはライバルの名前候補のひとつであり、アニメでのサトシのライバルである「シゲル」の由来は、田尻が尊敬する宮本茂である。「師やライバルとして常に少し先を行っており、決して追いつくことはない」[18] とも述べている。
- 「都市伝説」に対して強い思い入れがあることがインタビューなどで度々語られている。彼自身もかつて「とても安くアーケードゲームが遊べる店がある」という噂を聞いて、その真偽を自分で半年かけて調べてみたというエピソードがある[19]。雑誌の『ゲームフリーク』においてアーケードゲームにおける噂を調査した記事を載せたことがある。また、このことがゲーム版『ポケットモンスター』における「幻のポケモン」のアイデアの源流になったという（詳細はミュウ#幻のポケモンを参照）。
  - アニメ版『ポケットモンスター』においても、第1話で謎のポケモン（ホウオウ[注釈 6]）を目撃して再会や更なる未知との出会いを一つの目標にする、スペシャル『ミュウツー! 我ハココニ在リ』の最後でミュウツーが都市伝説として語られるようになるなど、田尻からのメッセージとも取れるようなエピソードがいくつか登場している。
  - また、シリーズを通して都市伝説を意識した建物や場所がいくつかゲーム中に登場し、中には実際に都市伝説として話題となったものもある（ポケモン屋敷・森の洋館など）。
- ゲーム版『ポケットモンスター』では作中に開発スタッフ（ゲームフリーク社員）が登場するが、田尻は『ハートゴールド・ソウルシルバー』にしか登場しない（それも「この会社の社長」としてで、名前は一切出ない。原因は前述の通り「サトシ」がいちデフォルト名だったため）。
- 1986年4月 - 1988年3月の3年間、当時ニッポン放送の『オールナイトニッポン』内で放送されていた新作ゲームの紹介コーナーを担当。田尻本人と、当時ファミコン通信（現ファミ通）のスタッフだった田中パンチ（加川良）との2人で出演していた。
  - 小泉今日子のオールナイトニッポン（ファミ・バカコーナー）
  - ABブラザーズのオールナイトニッポン（ファミコンニューウェーブ）
  - 圭修のオールナイトニッポン（ファミコンニューウェーブ）
- 映画監督のジョン・ウォーターズに影響を受けており、映画『ピンク・フラミンゴ』に衝撃を受け、自伝本なども大切にしている[20]。
- フジテレビONEにて2003年より放送されているゲーム番組『ゲームセンターCX』にゲスト出演したことがあり、よゐこ有野と対談し、ポケモンバトルを行った。
- 田尻の実父は福島県浪江町出身である。2019年には、福島県と株式会社ポケモンが東日本大震災からの復興や観光振興に向けた連携協定を締結し、ラッキーが「ふくしま応援ポケモン」として選定された。同社からは浪江町を含む県内4市町村にラッキーをデザインした遊具が贈呈された。浪江町では2021年に道の駅なみえの敷地内に「ラッキー公園 in なみえまち」がオープンし、ラッキーが描かれたポケふたが設置されるなど、同地ではポケモンを活用した地域おこしが積極的に行われている。

## 著書
- 田尻智『新ゲームデザイン-TVゲーム制作のための発想法』エニックス、1996年。ISBN 4-87025-858-7。OCLC 675254889。
- 田尻智『パックランドでつかまえて-テレビゲームの青春物語』エンターブレイン、2002年。ISBN 4-7577-1004-6。OCLC 166699644。
- 宮昌太朗、田尻智『田尻智 ポケモンを創った男』太田出版、2004年3月6日。ISBN 4-87233-833-2。OCLC 674976266。